# Panimerus notabilis
Panimerus notabilis är en tvåvingeart som först beskrevs av Eaton 1893.  Panimerus notabilis ingår i släktet Panimerus och familjen fjärilsmyggor. Inga underarter finns listade i Catalogue of Life.